# Золотовский кантон
Золотовский кантон — административно-территориальная единица АССР немцев Поволжья, существовавшая в 1922 — 1941 годах. Административный центр - с. Золотое.
Золотовский кантон был образован 22 июня 1922 года в составе Трудовой коммуны Немцев Поволжья.
С 1924 года в составе АССР немцев Поволжья.
7 сентября 1941 года в результате ликвидации АССР немцев Поволжья Золотовский кантон был преобразован в Золотовский район и передан в Саратовскую область.

## Административно-территориальное деление
По состоянию на 1 апреля 1940 года кантон делился на 15 сельсоветов:
- Ваулинский,
- Гусевский,
- Даниловский,
- Дубовский,
- Золотовский,
- Лаптевский,
- Меловский,
- Нижне-Банновский,
- Обольяниновский,
- Ревинский,
- Рогаткинский,
- Романовский,
- Студеновский,
- Суворовский,
- Ушахинский.